# Aenictus cornutus
Aenictus cornutus é uma espécie de formiga do gênero Aenictus.